# Herzkämper Mulde
Die Herzkämper Mulde (auch Herzkamper Mulde) ist eine Senke zwischen den Sprockhöveler Stadtteilen Gennebreck und Obersprockhövel in Nordrhein-Westfalen. Das heute überwiegend landwirtschaftlich geprägte Gebiet zählt zu den ältesten Steinkohleabbaugebieten des Ruhrgebiets.

## Lage

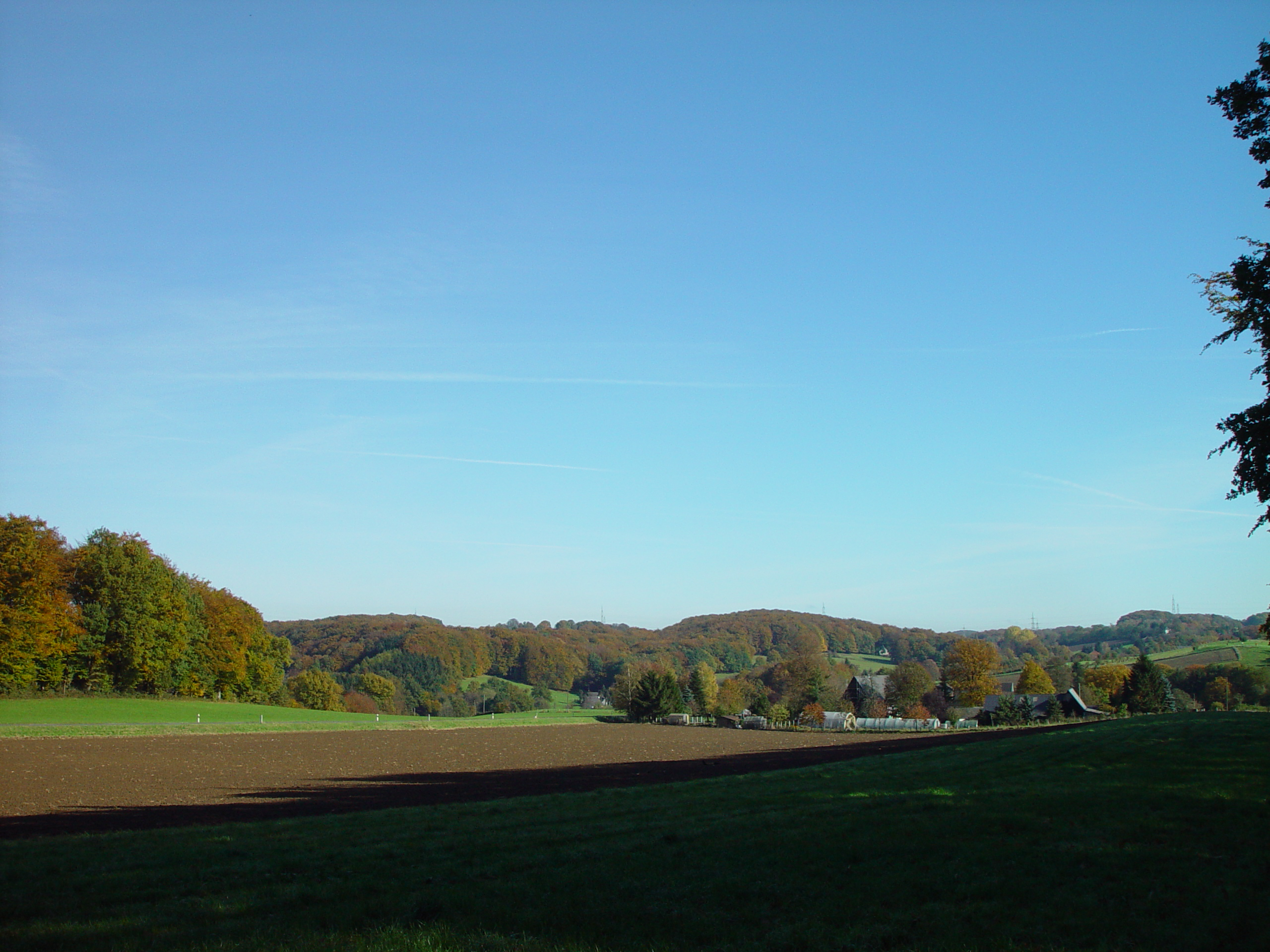
Die Herzkämper Mulde, im Hintergrund die Gennebrecker Mühle

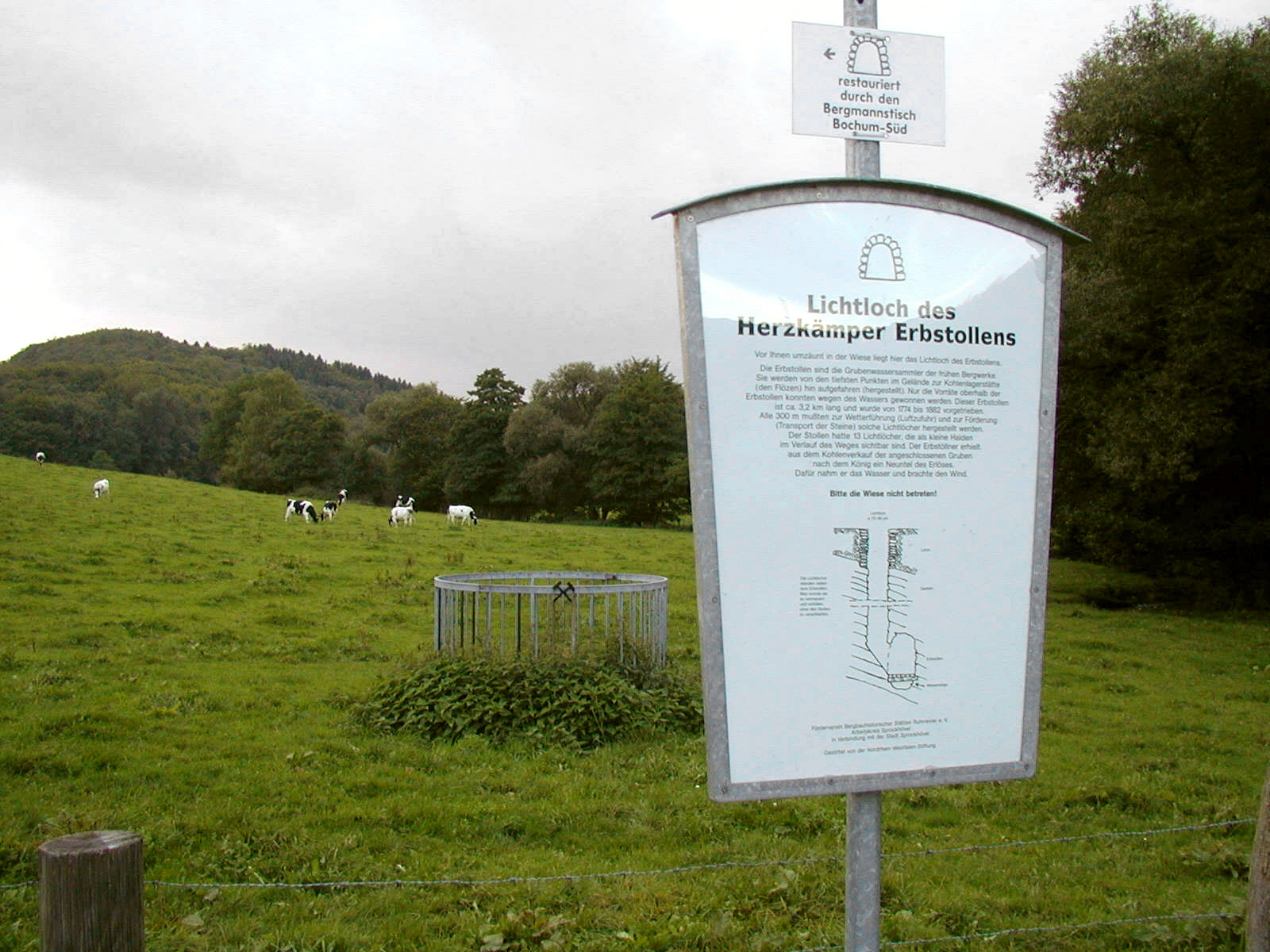
Lichtloch des Herzkämper Erbstollens

Die Herzkämper Mulde ist die erste Senke nördlich der Wupper/Ruhr-Wasserscheide. Sie wird vom Felderbach durchflossen.
Westlich von Sprockhövel liegt in einer Senke das namensgebende Kirchdorf Herzkamp. Weitere Orte in oder am Rande der Herzkämper Mulde sind die alte Zollortschaft Alter Schee, die Hofschaft Großer Siepen mit zahlreichen kulturhistorisch bedeutsamen Gebäude aus der frühen Neuzeit, die 837 erstmals urkundlich erwähnte Hofschaft Fahrentrappe, die Gennebrecker Mühle sowie die Ortslagen und Höfe Sankt Moritz, Neu-Amerika, Am Bischof, Bredde, Sondern, Heege, Ringelsiepen, Im Äckersberge und Im Kreßsiepen.
Im nordöstlichen Teil der Herzkämper Mulde liegen heute zwei Golfplätze.

## Wanderwege
Der Graf-Engelbert-Weg (SGV Hauptwanderweg X28), der Wuppertaler Rundweg, der Hattinger Rundweg, der Gennebrecker Rundweg, mehrere Ortswanderwege sowie der bergbaugeschichtliche Lehrpfad Herzkämper-Mulde-Weg durchqueren die Herzkämper Mulde.

## Geschichte
In der Herzkämper Mulde reichten die Kohleflöze des Ruhrkohlenreviers bis an die Erdoberfläche und wurden daher schon früh abgebaut. In der Mulde befinden sich mit die ältesten Zeugnisse der Bergbaugeschichte des Ruhrgebiets, einzelne Bergwerke sind bis zum Jahr 1450 belegbar.
Die Zechen Buschbank und Sieper und Mühler zwischen Am Bischof und Neu-Amerika liegen heute im Wald, wo nur noch überwachsene Bodenstrukturen wie Pingen und Abraumhalden an sie erinnern. Bei Sankt Moritz lag das Bergwerk Hütterbank, bei Ringelsiepen die Halde der Zeche Sieper und Plätze der Eisenerzverhüttung (um 1650). 
Zu den unterirdischen Relikten des Bergbaus zählt das Lichtloch des Herzkämper Erbstollens (1773). Der Herzkämper Erbstollen wurde 1860 durch den Dreckbänker Erbstollen abgelöst. Auch noch sichtbar ist das Stollenmundloch des Kreßsieper Erbstollen (Christsieper Erbstollen) von 1731. 
Die Ortschaft Alter Schee war Zollkontor zwischen der Grafschaft Mark und dem Herzogtum Berg und besaß einen Verladebahnhof vor dem Nordausgang des Scheetunnels an der Bahnstrecke Wuppertal-Wichlinghausen–Hattingen und der Bahnstrecke Schee–Silschede. Historische Kohlenwege durchziehen die Herzkämper Mulde.
- Siehe auch: Beschreibung der Geologie im Artikel über den Bergbauwanderweg Herzkämper Mulde